# 日本Noharm協會
日本noharm协会（日语：日本ノハム協会，英文：Japan noharm Association）是成立于2020年2月的SDGs经营支援服务的日本一般社团法人。
日本noham协会主要与从事SDGs的公司和组织建立合作伙伴关係，同时展开宣传和支援SDGs活动，藉此让更多中小型企业和民众更加了解SDGs目标。

## 理事/顧問
- 代表理事　　神田 尚子
- 専務理事　　筒井 隆司（前WWF(世界自然基金会)日本事務局長）
- 理事　　　　福地茂雄（前朝日啤酒Asahi社長会長/前NHK会長）
- 理事　　　　山田啓二（前京都府知事）
- 理事　　　　吉川元偉（前聯合國大使/国際基督教大学特別招聘教授/神田外語大学客座教授）
- 理事　　　　門上武司（美食專欄作家）
- 理事　　　　和田有史（立命館大學食管理学部教授）
- 顧問　　　　小西郁生（京都大學醫學系名譽教授）
- 顧問　 　  　 宗田好史（京都府立大學教授）
- 特別顧問　　コシノジュンコ（日本設計師）
- 諮問委員　　西川 恵氏（記者）
- 諮問委員　　笹谷 秀光氏（前農林水産省　CSR/SDGs顧問）
- 諮問委員　　藤田 裕之氏（前京都市副市長、彈性城市京都市總指導、京都市國際交流會館館長）
- 諮問委員　　田中 安比呂氏（世界文化遺産 賀茂別雷神社 第204代宮司）

## 相关书籍
- 神田尚子 《最先进的可持续发展目标（noham），拯救中小企业的困境》，サンクチュアリ出版，2020年（日文）[1]

## 脚注
1. ↑  . プレスリリース・ニュースリリース配信シェアNo.1｜PR TIMES.   [2020-11-19]. （原始内容存档于2020-12-03）.